# دانشگاه دولتی اقتصاد آذربایجان
دانشگاه دولتی اقتصاد آذربایجان (آذربایجانی: Azərbaycan Dövlət İqtisad Universiteti) یک دانشگاه دولتی و قدیمی که در سال ۱۹۳۴ میلادی در شهر باکو تأسیس شده‌است. .
دانشگاه دولتی اقتصاد آذربایجان دارای ۱۴ دانشکده، ۵۷ رشته تحصیلی در مقاطع کارشناسی، کارشناسی ارشد و دکتری با بیش از ۱۶ هزار دانشجو و نزدیک به ۱۰۰۰ استاد، سبب تبدیل گشتن این دانشگاه به یکی از بزرگترین موسسات آموزشی قفقاز جنوبی شده‌است.

## رنکینگ
در رتبه‌بندی دانشگاه‌های جهان QS در سال 2022 دانشگاه دولتی اقتصاد آذربایجان در رده 1200-1001دنیا قرار گرفته‌است.

## دارندگان دکتری افتخاری

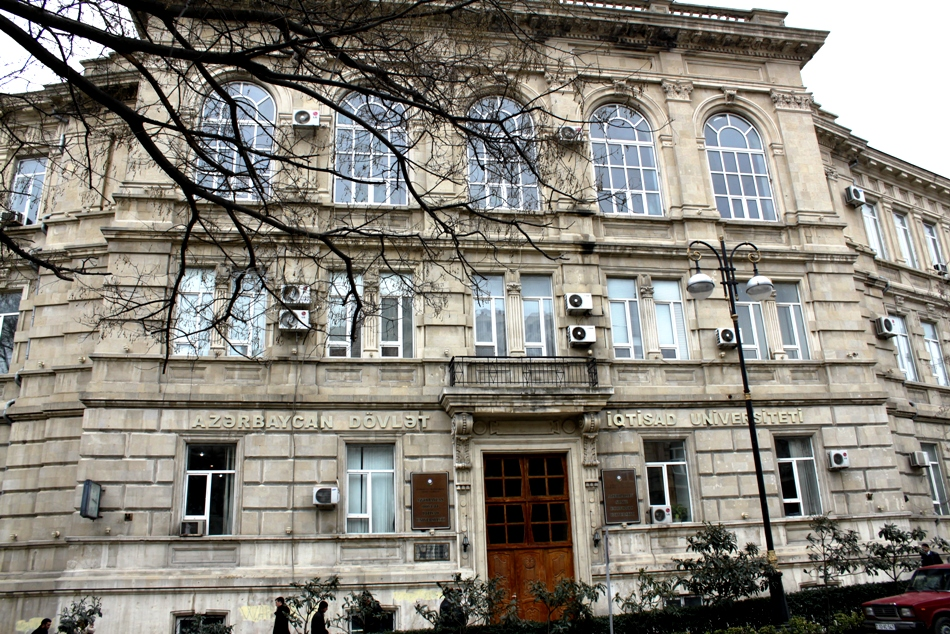
دانشگاه دولتی اقتصاد آذربایجان

لیست پنج نفره زیر دارندگان دکتری افتخاری از دانشگاه دولتی اقتصاد آذربایجان می‌باشند:
- حیدر علی‌اف پدر الهام علی‌اف رئیس جمهور سابق جمهوری آذربایجان
- سوزان مبارک همسر حسنی مبارک بانوی اول سابق مصر
- جوزف استیگلیتز برنده جایزه نوبل اقتصاد
- اسماعیل سراج‌الدین مدیر کتابخانه اسکندریه
- کوستاس استیفانوبولوس رئیس جمهور سابق یونان